# Krzemienica (Redzikowo)
Krzemienica (deutsch Steinwald) ist ein Dorf bei Słupsk (Stolp) in der polnischen Woiwodschaft Pommern.

## Geographische Lage
Steinwald liegt in Hinterpommern, etwa 14 Kilometer westlich von Stolp und 119 Kilometer westlich der regionalen Metropole Danzig. Nachbarorte sind Klein Brüskow im Osten, Schwulow im Süden sowie Mützenow und Starkow im Nordwesten.

## Geschichte
Steinwald ist ein kleines Bauerndorf, das erst im 19. Jahrhundert durch Ansiedlung zu einer selbständigen Landgemeinde wurde. Im Jahr 1925 gab es in dem Dorf 43 Wohnhäuser. 1939 wurden 43 landwirtschaftliche Betriebe und insgesamt 52  Haushaltungen gezählt. Steinwald hatte eine einstufige Volksschule, die von einem einzelnen Lehrer betreut und in der auch ein Teil der Schulkinder von Groß Brüskow unterrichtet  wurde. 1932 gingen 32 Schulkinder in Steinwald zur Schule. Steinwald war eine Haltestelle an der Bahnlinie Schlawe – Stolpmünde.
Am 8. März 1945 wurde die Region von der Roten Armee besetzt und anschließend zusammen mit ganz Hinterpommern unter polnische Verwaltung gestellt.

### Entwicklung der Einwohnerzahl
- 1939: 198
- 2010: ca. 160

### Kirchspiel
Steinwald gehörte teils zum Kirchspiel von Groß Brüskow und Mützenow im Kirchenkreis Stolp-Stadt und teils zum Kirchenkreis Peest im Kirchenkreis Schlawe.

## Verwaltungsstruktur
Der Ort bildet ein Schulzenamt in der Gmina Redzikowo (Landgemeinde Reitz) im Powiat Słupski (Stolper Kreis) der Woiwodschaft Pommern.